# All These Things That I've Done
"All These Things That I've Done" är en singel från det amerikanska rockbandet The Killers debutalbum, Hot Fuss. Låten skrevs av frontmannen Brandon Flowers och innehåller gospelkören The Sweet Inspirations. Den släpptes som albumets tredje singel år 2004 i Storbritannien, och som fjärde singel i USA, där den nådde plats 74 på Billboards Hot 100 samt plats 18 på den brittiska singellistan. Låten innehåller en förlängd refräng, "I got soul, but I'm not a soldier", en fras som nu är förknippad med både låten och bandet.
I oktober 2011 rankade NME låten som den 56:e bästa låten under de senaste 15 åren. "150 Best Tracks of the Past 15 Years".

## Live 8-uppträdanden
"All These Things That I've Done" var den enda låten som The Killers framförde på Live 8. Robbie Williams använde refrängen "I got soul, but I'm not a soldier" i sitt eget framträdande. Coldplay och U2 hängde på och, under deras separata spelningar i Las Vegas, med The Killers i publiken, inkorporerade texten i deras låtar "God Put a Smile Upon Your Face" och "Beautiful Day".

## I andra medier
Låten förekom i eftertexten till filmen Matador från 2005, samt i filmen från 2007, Southland Tales, som en vital del av filmens handling, där Pilot Abilene (spelad av Justin Timberlake) mimar till sången under en hallucination. Låten omnämns även i den efterföljande serieromanen Southland Tales: The Prequel Saga.
Utöver det förekommer låten även i slutet av Ben Steins dokumentärfilm Expelled: No Intelligence Allowed. Att bandet tillät detta berodde på att de missförstod vad filmens syfte var. Efter att ha upptäckt det, försökte de få låten borttagen från filmen, men då var det för sent.

## Låtlista
UK 7"
1. "All These Things That I've Done" (Flowers)
2. "Andy, You're a Star (Zane Lowe Radio 1 Session)" (Flowers)

UK CD
1. "All These Things That I've Done"
2. "All These Things That I've Done (Radio Edit)"
3. "Why Don't You Find Out for Yourself? (Zane Lowe Radio 1 Session)" (Morrissey/Alain Whyte)
4. "All These Things That I've Done (Video)"

Europeisk CD
1. "All These Things That I've Done (Radio Edit)"
2. "All These Things That I've Done"

Australisk/europeisk maxi CD
1. "All These Things That I've Done (Radio Edit)"
2. "All These Things That I've Done"
3. "Mr. Brightside (The Lindbergh Palace Club Remix)" (Flowers/Keuning)
4. "All These Things That I've Done (Video)"

## Musikvideo
Liksom "Mr. Brightside", har låten två musikvideor. Den tidigare versionen spelades in i juli 2004, i vilken The Killers sjunger låten medan de går nedför Brick Lane i London tillsammans med en folkmassa. Videon innehöll även bilder på publiken som var på plats när The Killers spelade på London Astoria den 8 juli 2004. Den senare versionen, regisserad av den nederländska fotografen Anton Corbijn, spelades in i maj 2005 i Las Vegas, och innehåller en surrealistisk, drömliknande sekvens där The Killers, klädda som cowboys, blir attackerade av lättklädda kvinnliga krigare, beväpnade med bumeranger. Handlingen i videon berättas inte i kronologisk ordning, men kan ordnas med hjälp av numreringen som visas i videon. Den senare videon inspirerades av Russ Meyers filmer, i synnerhet Faster, Pussycat! Kill! Kill!, genom användandet av aggressiva, storbystade kvinnliga figurer. Bandet använde sig senare av ett liknande cowboy-tema när de marknadsförde sitt andra album, Sam's Town och de tillhörande turné- och musikvideorna under 2006 och 2007.
Både den första och den andra versionen av musikvideon har över 10 miljoner visningar på YouTube.

## Topplistor
| Topplista (2004–05)      | Topp- placering |
| ------------------------ | --------------- |
| UK Singles Chart         | 18              |
| USA Billboard Hot 100    | 74              |
| Nya Zeelands singellista | 36              |
| Australiens ARIA Charts  | 42              |
| Irlands singellista      | 46              |
| Polens singellista       | 13              |
| USA Modern Rock          | 10              |
| USA Billboard Pop 100    | 58              |
| UK Indie Chart           | 3               |

| Topplista (2009)  | Topp- placering |
| ----------------- | --------------- |
| Sverigetopplistan | 35              |

## Utmärkelser
| Publikation         | År             | Utmärkelse                        | År   | Rankning |
| ------------------- | -------------- | --------------------------------- | ---- | -------- |
| XFM                 | Storbritannien | 100 Greatest Songs of the Decade  | 2009 | 22       |
| Absolute Radio      | Storbritannien | 100 Best Songs of the Decade      | 2009 | 9        |
| NME                 | Storbritannien | 100 Greatest Tracks of the Decade | 2009 | 95       |
| The Daily Telegraph | Storbritannien | 100 Greatest Songs of All Time    | 2009 | 65       |

## Priser
| År   | Ceremoni      | Pris                                               | Resultat  |
| ---- | ------------- | -------------------------------------------------- | --------- |
| 2006 | Grammy Awards | Best Rock Performance by a Duo or Group with Vocal | Nominerad |